# Wiktor Czechowicz Lachowicki
Wiktor Czechowicz Lachowicki herbu Ostoja (zm. w 1795 roku) – sędzia ziemski oszmiański w latach 1765-1787, podstoli oszmiański w latach 1762-1765.
Syn Tomasza Michała i Barbary Sulistrowskiej. Żonaty z Felicjanną Żabą. Miał synów: Franciszka i Kazimierza.
Podpisał z powiatem oszmiańskim elekcję Stanisława Augusta Poniatowskiego w 1764 roku.
Poseł na sejm 1780 roku z powiatu oszmiańskiego.